# Cité internationale universitaire de Paris
Pour les articles homonymes, voir Cité universitaire.
La Cité internationale universitaire de Paris (CiuP) est une fondation qui, au sein de ses 40 maisons parisiennes, accueille près de 6 000 étudiants, chercheurs, artistes et sportifs de haut niveau du monde entier.
Ces résidences universitaires sont presque toutes situés dans le sud du 14e arrondissement, dans le quadrilatère de 34 hectares que délimitent le boulevard périphérique et le boulevard Jourdan, entre la porte de Gentilly et la porte d'Orléans. Trois résidences sont en dehors de ce quadrilatère (« hors les murs ») : la Fondation Haraucourt est sur l'Île-de-Bréhat, en Bretagne ; la Résidence Lila, inaugurée en 2005 est avenue René-Fonck, dans le 19e arrondissement parisien ;
la Résidence Quai de la Loire, inaugurée en 2007, est à la Villette, également dans le 19e arrondissement.
Une vingtaine de ces résidences sont dites « rattachées » : elles sont gérées directement par la CiuP. Les autres résidences, comme les maisons « de pays », sont dites « non rattachées » : dotées d'une personnalité juridique propre, elles sont gérées par des États étrangers, des établissements d'enseignement supérieur ou d'autres partenaires publics.
Un décret du 6 juin 1925 reconnaît d'utilité publique cette fondation de droit privé français. 
En 2015, le guide vert Michelin attribue à la Cité internationale universitaire de Paris une première étoile.

## Historique
Le projet d'une résidence pour étudiants venus du monde entier naît au début des années 1920 de « la conjugaison de préoccupations hygiénistes et pacifistes au sortir de la Grande Guerre ». Le ministre Honnorat et le recteur Appell répondent à la fois au traumatisme de la Première Guerre mondiale et à la crise du logement (notamment estudiantine) qui sévit à Paris à cette époque[réf. souhaitée].

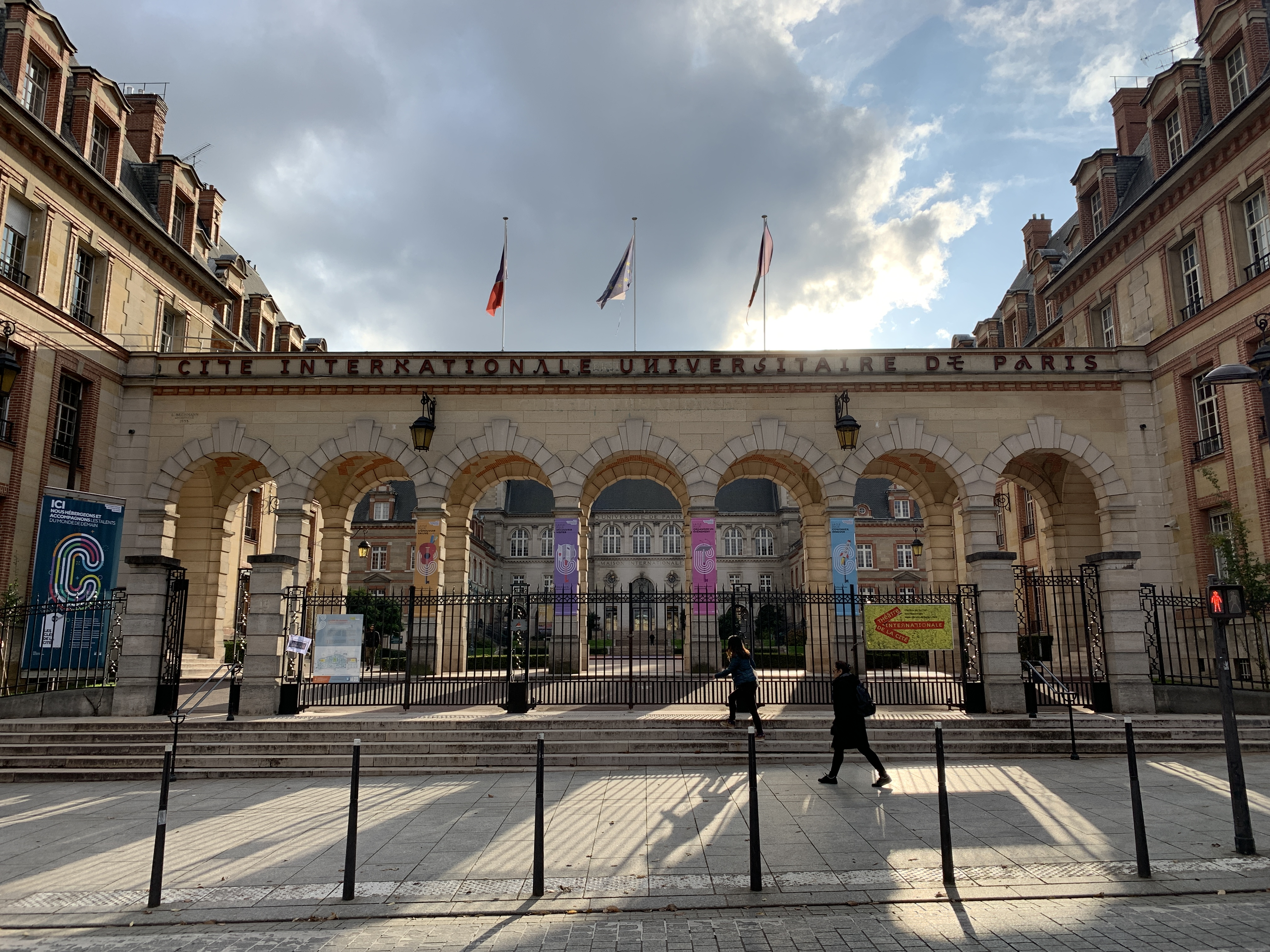
Entrée principale.

En construisant une résidence universitaire internationale, l’ambition est « d’offrir à des étudiants français et étrangers des conditions de logement et d’études de qualité, mais également un cadre de vie propice aux rencontres et aux échanges multiculturels quotidiens ». Le terrain choisi pour la réalisation du projet se situe au sud de la capitale, sur la ceinture de l'enceinte de Thiers édifiée en 1845. « Leur déclassement, voté en 1919, doit permettre l’extension de la ville : lotissement de l’emprise du rempart et aménagement d’une ceinture d’espaces verts autour de la ville (parcs, jardins, terrains de sport, etc.) ». Après de longues tractations, une convention est finalement signée en 1921. Celle-ci prévoit la création de la « Cité universitaire » et définit ses espaces : seuls 9 hectares seront constructibles, le reste du territoire se voyant attribuer le statut non aedificandi dans le but d'accueillir un grand parc afin de préserver les zones de verdures parisiennes chères aux hygiénistes.

### La genèse de la Cité: 1925-1938
La première résidence pour étudiants ouvre ses portes en 1925 grâce à Émile Deutsch de la Meurthe, homme d’affaires lorrain à la tête des Pétroles Jupiter : la Fondation Deutsch de la Meurthe (inscrite à l'inventaire des monuments historiques depuis 1998). Industriel philanthrope, celui-ci avait exprimé son intention de construire des « hameaux-jardins » permettant d’accueillir 350 étudiants méritants mais peu fortunés dans des « logements salubres et aérés encadrés de verdure ». En faisant don de 10 millions de francs-or, Émile Deutsch de la Meurthe devient ainsi le premier mécène de la Cité.
Bien vite, d'autres maisons viennent la compléter : dès 1927, la moitié du domaine est déjà construite, financées par des mécènes, des industriels et des gouvernements étrangers. En moins de 15 ans, 19 maisons sont ainsi édifiées, dans des styles révélateurs de l’éclectisme architectural de l’entre-deux-guerres et de la politique de métissage conduite à la Cité. À la veille de la guerre, le nombre de résidents s’élève à 2 400, représentant 52 nationalités : la Fondation Biermans-Lapôtre, la Maison des étudiants canadiens, le Collège d'Espagne, la Maison du Japon, la Maison de l'Argentine, le Collège néerlandais, la Fondation suisse… au centre desquelles domine la Maison Internationale, bâtie grâce au concours de John Rockefeller Jr. Pour augmenter les capacités d’accueil de la Cité, la hauteur maximale des bâtiments passe alors de 4 à 10 étages. En parallèle, la Fondation nationale (qui gère la Cité internationale universitaire de Paris) s’attelle à l’extension du domaine initial, vers l’est, le sud et le nord, pour porter la surface totale à près de 40 hectares en 1930.
À noter que le poète Edmond Haraucourt lègue également à la Cité une résidence sur l'île de Bréhat, au large de la Bretagne, où les étudiants peuvent toujours prendre des vacances. Aucun lieu de culte ne pouvant être bâti sur le domaine des pavillons – pour des raisons de laïcité et de neutralité – l'Église catholique construit également en 1936 l'église du Sacré-Cœur de Gentilly, dans la ville de Gentilly, à proximité de la Cité (affectée depuis 1979 à la communauté catholique portugaise).
L'éclatement de la Seconde Guerre mondiale en 1939 marque un coup d'arrêt dans le développement de la Cité internationale.

### L’expansion de la Cité: 1952-1969
Durant la Seconde Guerre mondiale, le site a été occupé par les armées allemandes puis américaines : les dégradations sont importantes. Au sortir de la guerre, la Cité internationale universitaire de Paris lance une vaste campagne de restauration de son domaine. Ainsi, la Cité internationale universitaire de Paris retrouve son état d’avant-guerre à la fin des années 1950. Avec Raoul Dautry, qui succède à André Honnorat à la présidence de la Fondation nationale en 1948, la Cité internationale s’engage rapidement dans une nouvelle ère de construction : 12 maisons sont construites dans les années 1950, suivies de 5 autres dans les années 1960. Ces 17 maisons portent la capacité d’accueil à 5 500 lits, soit le double de celle atteinte à la fin de première période de construction (1925-1938).
Cette période d'expansion voit se déployer le style international, à travers des constructions signées par des architectes et urbanistes célèbres : Charlotte Perriand, Le Corbusier, Lucio Costa, Claude Parent…
Néanmoins, à la fin des années 1950, la construction du boulevard périphérique vient bouleverser la physionomie du site et contrarier durablement les ambitions d’extension de la Cité. La Cité est ainsi amputée d’une frange de 60 mètres de large sur toute sa longueur, la privant de 2 hectares de terrains constructibles. Le domaine est aussi disloqué : les deux bâtiments de la Maison des élèves ingénieurs Arts et Métiers se trouvent séparés de part et d'autre du boulevard périphérique. De plus, beaucoup d'équipements sportifs doivent être supprimés ou réaménagés pour libérer la bordure sud de la Cité. Dès lors, la Cité internationale universitaire de Paris (nommée ainsi à partir de 1963) n’a plus la possibilité de s’étendre, et c’est avec la Maison de l’Iran, inaugurée en 1969, que s’achève le deuxième cycle de construction.
La Cité internationale universitaire de Paris est toutefois complétée par deux maisons hors les murs, dans le 19e arrondissement de Paris. La résidence Lila et la résidence Quai de la Loire, plus récente, inaugurée en 2007.
Il faudra attendre 2012 et les échanges fonciers pour entrevoir de nouvelles perspectives de développement.

Plan de la Cité internationale universitaire 2011.
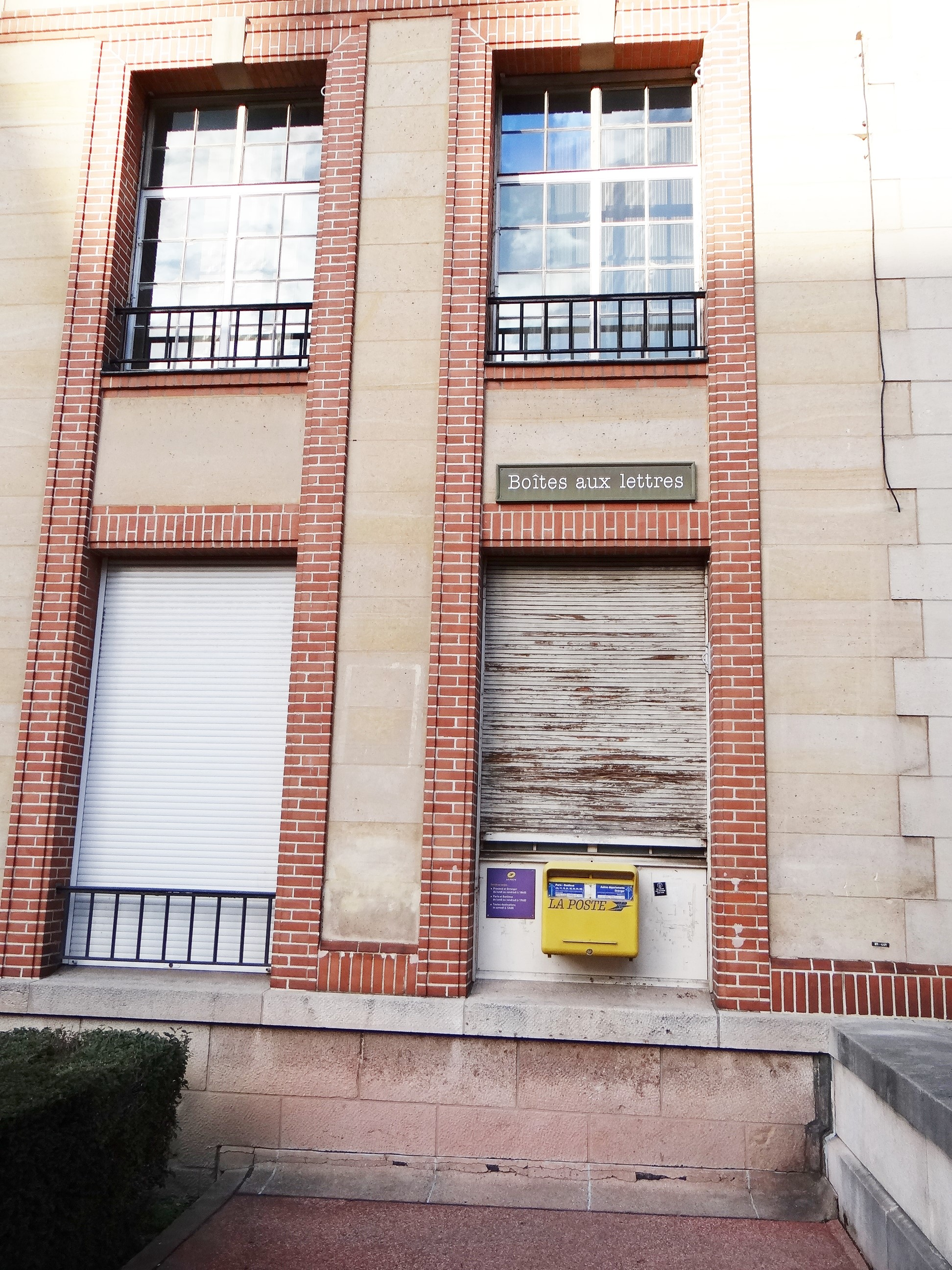
Bureau de poste de la cité universitaire.
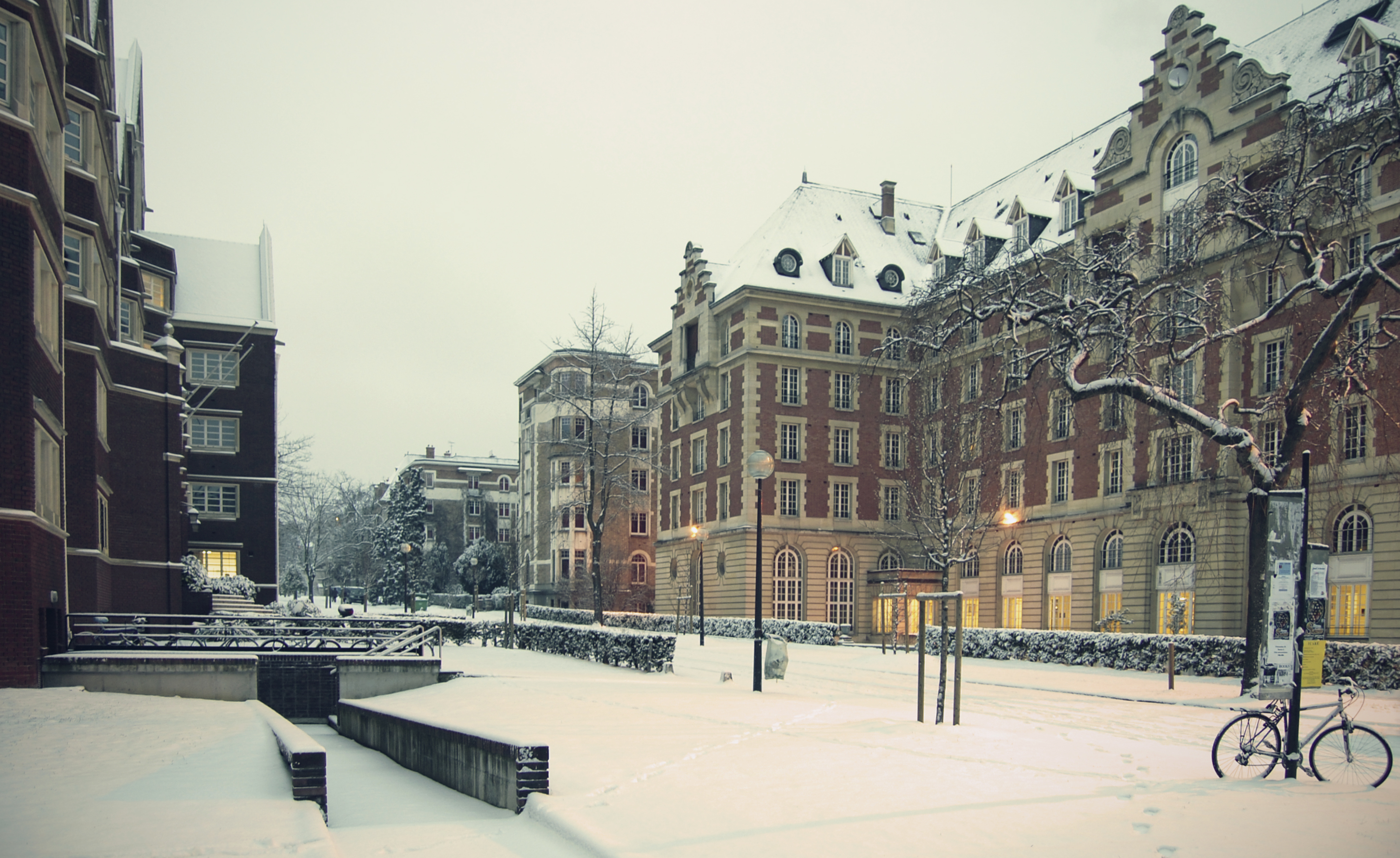
Février 2009, temps de neige sur le parc.

### L'heure du renouveau pour la Cité: 2012-2020
La Cité internationale universitaire de Paris n'ayant plus assez d'espaces disponibles pour accueillir la construction de nouveaux logements, une solution complexe, qui mettra plusieurs années à aboutir, est mise en place. Les terrains de la Cité internationale universitaire de Paris, répartis au sein d'un maillage foncier complexe, et appartenant à la fois à la Ville de Paris, à la Chancellerie des Universités de Paris et à l’État français, sont échangés entre les parties prenantes afin de dégager un espace constructible suffisant. Cette convention d'accord foncier est signée en 2012 et marque le coup d'envoi du projet de développement de la Cité internationale prévu jusqu'en 2020.
En 2013, au cœur de la cité historique, l'ambassade de l'Inde ouvre le nouveau bâtiment de la Maison de l'Inde, qui est le premier bâtiment en France en structure bois sur 7 étages. Il est réalisé par l'agence Lipsky-Rollet architectes.
Le 8 avril 2013, le maire de Paris Bertrand Delanoë et le chancelier des Universités de Paris François Weil signent avec Marcel Pochard, président de la fondation nationale Cité internationale universitaire de Paris, la convention Cité 2025, qui approuve le plan d’aménagement proposé par la fondation et la désignant comme maître d’ouvrage de l’opération.
Ce projet de développement est retenu pour être l'un des 13 projets parisiens de l’opération Plan Campus, et est donc financé par le ministère de l’Enseignement supérieur.

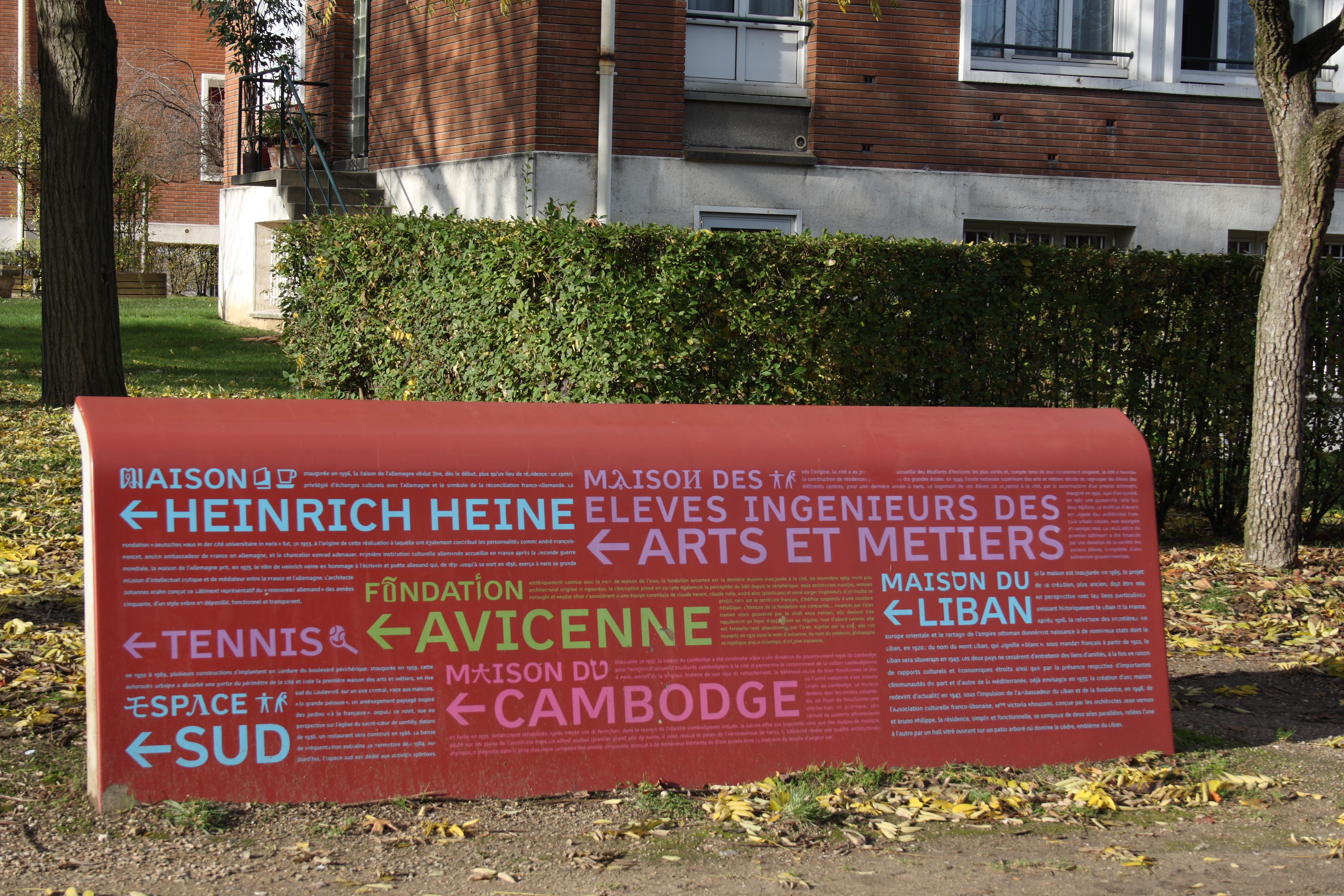
Les panneaux d'indication du parc sont traduits en plusieurs langues.

En juin 2014, le groupement de Bruno Fortier / TN + a été désigné comme maître d’œuvre de l’opération d’aménagement de la Cité. Il est chargé de la maîtrise d’œuvre urbaine, paysagère et architecturale ainsi que de la coordination architecturale de l’opération.
Trois nouveaux pays auront la possibilité d’édifier leur maison (650 logements) sur le parc Est de la Cité internationale, et d’accroître ainsi leur rayonnement universitaire et culturel à Paris. Le premier pays à s’être officiellement engagé dans ce projet est la Corée du Sud. Le 17 mars 2014, une convention relative à la construction d’une Maison de la Corée a été signée par tous les partenaires : le Ministère de l’Éducation de la République de Corée, l’association Maison de la Corée de la Cité internationale universitaire de Paris, la Chancellerie des universités de Paris et la Cité internationale universitaire de Paris. L’ouverture de la maison est prévue fin 2017.
Quatre autres maisons (750 logements) seront construites sur le parc Ouest, à l’horizon 2017-2020, permettant de nouer des partenariats avec des universités et pays étrangers. Par ailleurs, 2 maisons (situées au 156 PVC et sur la Parcelle B) seront construites et une maison sera réhabilitée par la Ville de Paris (le Pavillon Victor Lyon). Livrées à partir de 2017, elles offriront 300 logements.
La région Île-de-France livre, quant à elle, en septembre 2017, une résidence de 142 logements répondant à un objectif environnemental dit « ZEN » (Zéro énergie net). La première pierre de l'édifice est posée le 19 mai 2015 en présence d'Isabelle This Saint-Jean, vice-présidente du conseil régional d'Île-de-France, Marie-Christine Lemardeley, adjointe à la Maire de Paris, François Weil, recteur de l’académie et Chancelier des universités de Paris, Nicolas Michelin, architecte et Marcel Pochard, président de la Cité internationale universitaire de Paris.
En 2016, via un contrat de performance énergétique (de 8 millions d’euros) la cité va améliorer l'efficacité énergétique de son patrimoine bâti ancien, en s'équipant de panneaux solaires, en rénovant une quinzaine de chaufferies, en isolant des combles et en centralisant mieux son système de gestion de l'énergie. Elle espère ainsi économiser 4 400 mégawatt-heure sur les 17 211 mégawatt-heure qu'elle consomme par an. Les résidents seront aussi sensibilisés aux économies d’énergie. L'un des bâtiments expérimente en 2016 un chauffage solaire de l'eau de 142 chambres avec stockage inter-saisonnier dans deux cuves de plus de 15 m de haut.

## Étudiants et chercheurs en mobilité

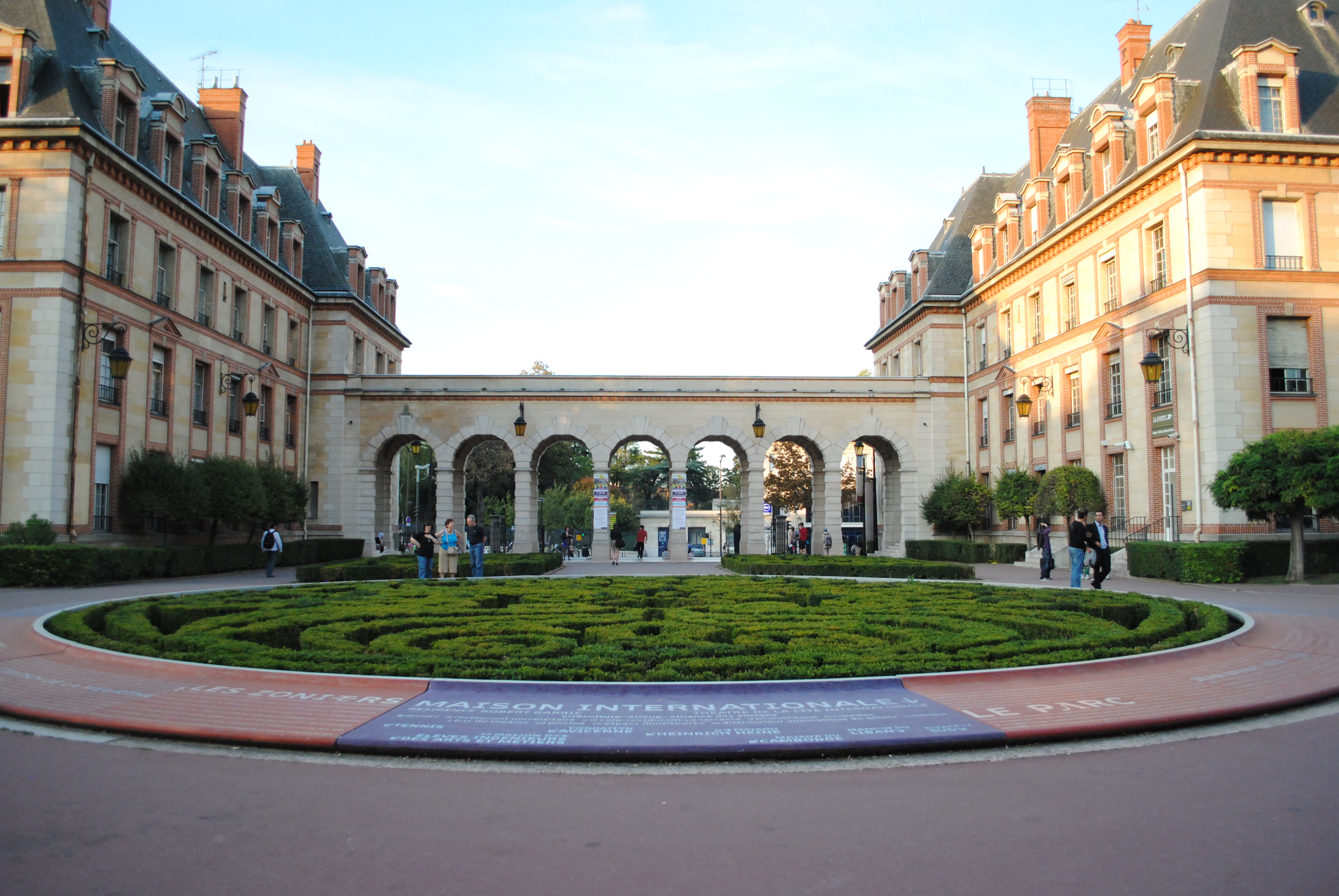
Cité internationale universitaire de Paris.

Avec ses 5 600 lits, la Cité internationale universitaire de Paris est aujourd'hui le plus important lieu d'accueil des étudiants et chercheurs étrangers d'Île-de-France. Fidèle à son esprit de brassage, elle favorise les échanges entre étudiants du monde entier. 141 nationalités différentes s'y côtoyaient en 2009. Fondation privée reconnue d’utilité publique, elle leur offre un lieu d'hébergement privilégié au sein de ses quarante résidences. Attachées à des pays ou à des grandes écoles, elles ont accueilli plus de 200 000 étudiants en quatre-vingts ans.
Plus qu’un simple lieu d’hébergement, la Cité internationale universitaire de Paris se distingue par la qualité et la diversité de son offre de services, dédiés à la communauté universitaire mais aussi au grand public : accueil des chercheurs et des étudiants en mobilité, bibliothèques, théâtres, salles d’expositions, installations sportives, restaurants… Elle est toute l'année un lieu d'intense vie culturelle grâce aux expositions, concerts, conférences, projections de films et autres manifestations organisées au sein de ses maisons.

## Théâtre
La Cité universitaire possède plusieurs théâtres, qui constituent un des foyers de la vie culturelle parisienne. En 1968 est nommé à leur direction André-Louis Perinetti et lors de la décennie suivante y travaillent les artistes comme Victor Garcia et Jérôme Savary. Entre 1991 et 2008, l'ensemble est dirigé par Nicole Gautier, puis de 2008 à 2014 par Pascale Henrot. Ces théâtres ont un statut particulier puisqu'ils dépendent directement de la Fondation de la Cité internationale et non de la direction de la création du ministère de la Culture ou de la ville de Paris. La cité consacrait jusque 2015 2,3 % de son budget à ces théâtres, qui doivent faire face depuis à la perte de la moitié de leurs subventions jusque 2018 et n'ont toujours pas de nouveau directeur. Après une campagne de rénovation entre 2002 et 2004, ils disposent de trois salles modernes, un bar accueillant des studios de musiques et des ateliers d'artistes.

## Résidences

Plan de la Cité internationale universitaire en 2020.

En juin 2011, la CIUP a lancé une opération originale intitulée Une chambre à votre nom dont l'objectif est de collecter des fonds pour rénover les résidences et améliorer le confort des chambres. En échange de leur don, les mécènes peuvent faire apposer une plaque nominative à l'entrée des chambres.
| #  | Maison                                                                                                  | Architecte(s)                                               | Localisation       | Date d'ouverture | Illustration |
| -- | --- | ----------------------------------------------------------- | ------------------ | ---------------- | ------------ |
| 1  | Fondation Rosa Abreu de Grancher (maison de Cuba)                                                       | Albert Laprade                                              | Cité universitaire | 1933             |              |
| 2  | Résidence André Honnorat                                                                                | Jean-Frédéric Larson et Lucien Bechmann                     | Cité universitaire | 1936             |              |
| 3  | Fondation argentine                                                                                     | René Betourné Léon Fagnen et Tito Saubidet                  | Cité universitaire | 1928             |              |
| 4  | Maison des étudiants arméniens (Fondation Marie Nubar)                                                  | Léon Nafilyan (fondée et financée par Boghos Nubar Pacha)   | Cité universitaire | 1930             |              |
| 5  | Maison des Élèves Ingénieurs Arts et Métiers                                                            | Urbain Cassan, Max Bourgouin et Georges Paul                | Cité universitaire | 1950 et 1961     |              |
| 6  | Maison des étudiants de l'Asie du Sud-Est                                                               | Pierre Martin et Maurice Vieu                               | Cité universitaire | 1930             |              |
| 7  | L-OBLIQUE, Centre de valorisation du patrimoine (ancien Fondation Avicenne) (ancien pavillon de l'Iran) | Heydar Ghiai, Claude Parent, André Bloc et Mohsen Foroughi. | Cité universitaire | 1969             |              |
| 8  | Fondation Biermans-Lapôtre (étudiants belges et luxembourgeois)                                         | Armand Guéritte                                             | Cité universitaire | 1927             |              |
| 9  | Maison du Brésil (inscrite aux monuments historiques en 1985)                                           | Le Corbusier et Lucio Costa                                 | Cité universitaire | 1959             |              |
| 10 | Maison du Cambodge                                                                                      | Alfred Audoul                                               | Cité universitaire | 1957             |              |
| 11 | Maison des étudiants canadiens                                                                          | Olivier Le Bras                                             | Cité universitaire | 1926             |              |
| 12 | Fondation Danoise                                                                                       | Kaj Gottlob                                                 | Cité universitaire | 1932             |              |
| 13 | Fondation Émile et Louise Deutsch de la Meurthe (inscrite aux monuments historiques en 1998)            | Lucien Bechmann                                             | Cité universitaire | 1925             |              |
| 14 | Collège d'Espagne                                                                                       | Modesto Lopez Otero                                         | Cité universitaire | 1937             |              |
| 15 | Fondation des États-Unis                                                                                | Pierre Leprince-Ringuet                                     | Cité universitaire | 1930             |              |
| 16 | Collège Franco-Britannique                                                                              | Pierre Martin et Maurice Vieu                               | Cité universitaire | 1937             |              |
| 17 | Résidence André de Gouveia (maison du Portugal)                                                         | José Sommer Ribeiro, secondé par Henry Crepet               | Cité universitaire | 1967             |              |
| 18 | Fondation Haraucourt                                                                                    |                                                             | Île de Bréhat      | 1929             |              |
| 19 | Maison Heinrich Heine (maison de l'Allemagne)                                                           | Johannes Krahn et Paul Maitre                               | Cité universitaire | 1956             |              |
| 20 | Fondation hellénique                                                                                    | Nikolaos Zahos                                              | Cité universitaire | 1932             |              |
| 21 | Maison de l'Inde                                                                                        | JM Benjamin et HR Laroya, secondés par Gaston Leclaire      | Cité universitaire | 1968             |              |
| 22 | Maison des Industries agricoles et alimentaires                                                         | Francis Thieulin et Xavier de Vigan                         | Cité universitaire | 1956             |              |
| 23 | Maison de l'Institut national agronomique                                                               | René Patouillard                                            | Cité universitaire | 1928             |              |
| 24 | Maison de l'Italie                                                                                      | Piero Portaluppi                                            | Cité universitaire | 1958             |              |
| 25 | Maison du Japon                                                                                         | Pierre Sardou                                               | Cité universitaire | 1929             |              |
| 26 | Maison du Liban                                                                                         | Jean Vernon et Bruno Philippe                               | Cité universitaire | 1963             |              |
| 27 | Résidence Lila                                                                                          | Atelier Jade et Sami Tabet                                  | 19e arrondissement | 2005             |              |
| 28 | Résidence Lucien Paye                                                                                   | Albert Laprade                                              | Cité universitaire | 1951             |              |
| 29 | Maison du Maroc                                                                                         | Albert Laprade, Jean Vernon, Bruno Philippe et Jean Walter  | Cité universitaire | 1953             |              |
| 30 | Maison du Mexique                                                                                       | Jorge L Medellin et Roberto E Medellin                      | Cité universitaire | 1953             |              |
| 31 | Fondation de Monaco                                                                                     | Julien Médecin                                              | Cité universitaire | 1937             |              |
| 32 | Collège néerlandais (classé aux monuments historiques en 2005,)                                         | Willem Marinus Dudok                                        | Cité universitaire | 1938             |              |
| 33 | Maison de Norvège                                                                                       | Reidar Lund                                                 | Cité universitaire | 1954             |              |
| 34 | Maison des Provinces de France                                                                          | Armand Guéritte                                             | Cité universitaire | 1933             |              |
| 35 | Résidence Quai de la Loire                                                                              | Christophe Chaplain                                         | 19e arrondissement | 2007             |              |
| 36 | Résidence Robert Garric (au sein de la Maison internationale)                                           | Lucien Bechmann et Jean-Frédéric Larson                     | Cité universitaire | 1936             |              |
| 37 | Maison des étudiants suédois                                                                            | Peder Clason et Germain Debré                               | Cité universitaire | 1931             |              |
| 38 | Fondation suisse (classée aux monuments historiques en 1986)                                            | Charlotte Perriand, Pierre Jeanneret et Le Corbusier        | Cité universitaire | 1933             |              |
| 39 | Maison de la Tunisie                                                                                    | Jean Sebag                                                  | Cité universitaire | 1953             |              |
| 40 | Fondation Victor Lyon                                                                                   | Lucien Bechmann                                             | Cité universitaire | 1950             |              |
| 41 | Maison de la Corée                                                                                      | Pierre Boudon                                               | Cité universitaire | 2017             |              |
| 42 | Maison de l'Île-de-France                                                                               | Agence Nicolas Michelin & Associés                          | Cité universitaire | 2017             |              |
| 43 | Pavillon Habib Bourguiba (Tunisie)                                                                      | Explorations Architecture                                   | Cité universitaire | 2020             |              |

## Quelques anciens résidents célèbres
- Joaquim Pedro de Andrade (Maison du Brésil)
- Zózimo Barroso do Amaral (pt) (Maison du Brésil),
- Antonio Abujamra (Maison du Brésil),
- Marcos Aguinis (Fondation Argentine),
- Andreopoulos
- Azorín (Collège d'Espagne),
- Miguel Angel
- Fernando Arrabal (Collège d'Espagne),
- Pío Baroja (Collège d'Espagne),
- Raymond Barre
- Manuel Bartlett Díaz (Maison du Mexique),
- Tahar Ben Jelloun (Maison de Norvège),
- Malcolm Bilson (Fondation des États-Unis),
- Habib Bourguiba (Fondation Deutsch de la Meurthe),
- Robert Brasillach
- Josep Puig i Cadafalch (Collège d'Espagne),
- Michel Camdessus
- Cuauhtémoc Cárdenas (Maison du Mexique)
- Américo Castro (Collège d'Espagne)
- Luis Cernuda (Collège d'Espagne)
- Aimé Césaire
- Georges Charpak
- Eduardo Chillida (Collège d'Espagne)
- Inger Christensen
- Adrienne Clarkson (Maison des étudiants canadiens)
- Julio Cortazar (Fondation Argentine)
- Michèle Cotta
- Jean-Louis Curtis (Fondation Biermans-Lapôtre)
- Fernando del Paso (Maison du Mexique)
- Francisco Delich (Fondation Argentine)
- René Depestre (Maison de Cuba)
- Georges Descrières
- Abdou Diouf (Résidence Lucien Paye)
- Jean Dries (Fondation Deutsch de la Meurthe)
- Michael Edwards (Collège franco-britannique)
- Jean-Pierre Elkabbach
- François Englert (Fondation Biermans-Lapôtre)
- Miguel Angel Estrella (Fondation Argentine)
- Manuel Felguérez (Maison du Mexique)
- Fernando Garcia Ponce (Maison du Mexique)
- Bruno Leonardo Gelber (Fondation Argentine)
- Margo Glantz (Maison du Mexique)
- Jay Gottlieb (Fondation des États-Unis)
- Olivier Gourmet (Fondation Biermans-Lapôtre)
- Claude Guéant (Maison de l'Inde)[réf. souhaitée]
- Paul Guth
- Wilfrid-Guy Licari (Maison des Étudiants Canadiens)
- Michel Jobert
- Komitas (Maison des étudiants arméniens)
- Roméo LeBlanc (Maison des Étudiants Canadiens)
- Jules Léger (Maison des Étudiants Canadiens)
- Jaime Lerner (Maison du Brésil),
- Henri Lopes (Résidence Lucien Paye)
- Franck Louvrier (Maison des Étudiants de l'Asie du Sud-Est)
- Neil McGregor (Collège Franco-Britannique)
- Louis Mermaz
- Patrick Modiano
- Arthur Moreira Lima (Maison du Brésil)
- Porfirio Muñoz Ledo (Maison du Mexique)
- Paul Nizan
- Hagop Ochagan (Maison des étudiants arméniens)
- Severo Ochoa (Collège d'Espagne)
- Akram Ojjeh
- Farah Diba Pahlavi (Collège Néerlandais)
- Francisco Rezek (Maison du Brésil)
- Sebastião Salgado (Maison du Brésil)
- Jacques Santer (Fondation Biermans-Lapôtre)
- Jean-Paul Sartre
- Léopold Sédar Senghor (Fondation Deutsch de la Meurthe)
- MKL Sharma (Maison de l'Inde)
- Antoni Tàpies (Collège d'Espagne)
- Serge Tchuruk (Maison des étudiants arméniens)
- Francisco Toledo (Maison du Mexique)
- Pierre Elliott Trudeau (Maison des Étudiants Canadiens)
- Charline Vanhoenacker (Fondation Biermans-Lapôtre)
- David Van Reybrouck (Fondation Biermans-Lapôtre)
- Zuenir Ventura (Maison du Brésil)
- Luc Vinet (Maison des Étudiants Canadiens)
- Claude Viseux (Maison des provinces de France)
- Mulayam Singh Yadav (Maison de l'Inde)
- Zaven Yegavian (Maison des étudiants arméniens)
- Narciso Yepes (Collège d'Espagne)
- Norvan Zakarian (Maison des étudiants arméniens)
- Xavier Zubiri (Collège d'Espagne)

## Films tournés à la Cité internationale universitaire
Plusieurs scènes de Élisa, film de Jean Becker datant de 1995, ont été tournées à la Fondation Biermans-Lapôtre.
Le moyen métrage Mods de Serge Bozon, sorti en salles en 2003, a été tourné à l'été 2002 à la Cité internationale universitaire. On y reconnaît en particulier, dans les extérieurs, le jardin de la Fondation Émile et Louise Deutsch de la Meurthe et dans les intérieurs, le Collège néerlandais.
La Maison internationale a servi de décor pour le tournage du film Divorces en 2009, où le bâtiment est représenté comme étant un palais de justice.
En 2010, c'est le film les Émotifs anonymes qui utilise comme décor la Fondation Émile et Louise Deutsch de la Meurthe.
Les Garçons et Guillaume, à table !, sorti en 2013, utilise la piscine de la Maison Internationale et le grand salon de la Fondation Émile et Louise Deutsch de la Meurthe comme décor. 
Certaines scènes du film Friendzone, sorti en 2021, sont tournées à la Maison du Mexique. 
Deux films sortis en 2024 utilisent la Maison international comme décor : Le Comte de Monte Cristo et Prodigieuses. Pour ce dernier, la Maison international est transformée en une grande école de musique située en Allemagne.
L'émission de télé-réalité The Cerveau est tournée à la Fondation Émile et Louise Deutsch de la Meurthe et à la Maison internationale, en 2024.

## Accès
La Cité internationale universitaire de Paris est desservie à proximité par :
- ligne 3a du tramway à la station Cité universitaire ;
- ligne B du RER à la gare de Cité universitaire ;
- ligne 4 du métro à la station Porte d'Orléans ;
- lignes 21, 67 et 216 du bus à la station Stade Charlety - porte de Gentilly ;
- ligne OrlyBus à la station Stade Charlety - porte de Gentilly.

### Filmographie
- André Honnorat. Sur les traces d'un bâtisseur, film de Nathalie Kaufmann et Guillaume Tronchet, réalisé par Jean-Michel Fouque, produit par Transkom en coproduction avec la Cité internationale universitaire de Paris, avec le soutien du CNC et la participation de TV5 Monde, 26 min., 2010.